# 19135 Takashionaka
19135 Takashionaka este o planetă minoră (asteroid), cu un diametru de 5,041 km, din centura de asteroizi. A fost descoperită pe 3 decembrie 1988 la Kitami Observatory⁠(d) de Kin Endate. 
Obiectul prezintă o orbită caracterizată de o semiaxă mare de 2,5366726 UAi, o excentricitate de 0,27, o înclinație de 9,69439 ° în raport cu ecliptica.